# Euràfrica

Els territoris (continentals) dels estats membres de la Unió Europea (Comunitats Europees abans de 1993), afegits per ordre d'adhesió. Algèria va sortir-n'he el 1962, Groenlàndia ho va fer el 1982

Euràfrica (un mot creuat de "Europa" i "Àfrica", originalment de l'alemany), es refereix a la idea alemanya d'associació estratègica entre Àfrica i Europa. En les dècades anteriors de la Segona Guerra Mundial, els alemanys que donaven suport a l'integració europea van advocar per una fusió de les colònies africanes com a primer pas cap a una Europa federal. Com a veritable projecte polític, va tenir un paper crucial en el desenvolupament primerenc de la Unió Europea però es va oblidar en gran manera posteriorment. En el context d'una estratègia renovada per a l'Àfrica i les controvèrsies sobre una Associació Euromediterrània, el terme va passar per una mena de renaixement en els darrers anys.

## Rerefons

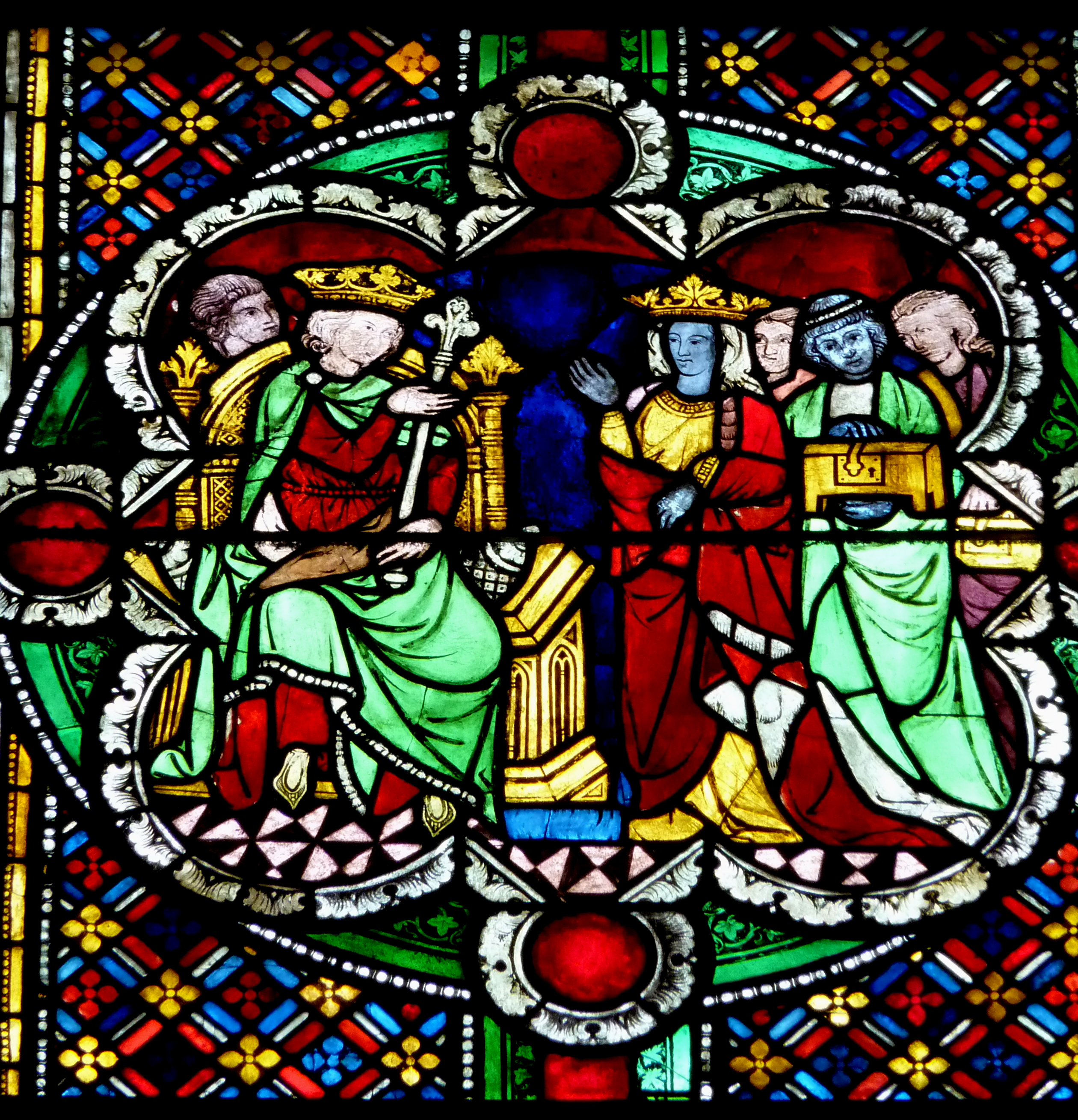
Reina de Sabà i Salomé, de la Catedral de Colònia al voltant del 1280

El terme ja es va encunyar en l'alta època imperial del segle xix. Va exercir un paper en algunes fantasies tecnocràtiques, per exemple, la visió d'Atlantropa als anys vint i trenta (comparat al fracassat recent projecte Desertec). Es tractava, doncs, d'integrar colònies africanes que proporcionessin matèries primeres amb Europa. Erich Obst va ser un dels propagadors durant la Segona Guerra Mundial.
Els anys vint van veure Richard von Coudenhove-Kalergi fundar el primer moviment popular per a una Europa unida. La seva Unió Internacional Paneuropea va veure l'aliança africana usant les colònies europees com un "dot" com a base important de la capacitat d'Europa per fundar un tercer pilar contra Amèrica i Àsia. La creença de Coudenhove-Kalergis tenia matisos racials en afirmar que Eurafrika combinaria l'alta cultura europea i el vitalisme "primitiu" africà per beneficiar els dos continents.
Luiza Bialasiewicz es refereix a la visió de Karl Haushofer d'una pan-regió "eurafricana" com a base de la visió d'Euràfrica com el terç més central del món.
El discurs d'associació va sorgir d'un mer intercanvi polític i econòmic fins a una major rellevància adscrita a l'esfera de les emocions i la sexualitat en el període d'entreguerres.
Eurafrica va romandre un somni polític remot fins al final de la Segona Guerra Mundial. Després va obtenir efectes polítics reals com a part de les forces motrius de la Unitat Europea. Tenint en compte el seu posicionament geogràfic i legal, l'antic territori francès d'Algèria, a la dècada dels cinquanta una part de la Unió Europea era el punt focal de la visió francesa d'Eurafrique.
El concepte de Léopold Sédar Senghor d'Eurafrique es va relacionar estretament amb la Négritude que situava els èxits culturals africans, inclosa la regió subsahariana, al mateix nivell que els europeus i els veien com a part del mateix continuisme cultural. Senghors amb "Elégie pour la Reine de Saba," va publicar en el seu Elégies majeures el 1976 usa la llegenda de la Reina de Sabà com a poema d'amor i missatge polític. L'ús de Senghor de l'Africanité / Negritude va incloure 'Àfrica Berber-Àrab'.
Les Revolucions de 1989al Bloc de l'Est van conduir a canvis imprevistos i també van avançar, almenys temporalment, a l'interès tradicional en una cooperació entre els països europeus i africans. Contra la narrativa bàsica de la base, la gran expansió europea de les darreres dècades va ser orientada cap a l'est i no a la Mediterrània.
El 2009, el pensament cristià-democràtic alemany, la Fundació Konrad Adenauer, va assenyalar la manca d'igualtat de condicions en qüestions polítiques i econòmiques i va intentar centrar-se en les perspectives futures espirituals i culturals d'Euràfrica.

## Euràfrica després de la SGM
La fundació de l'OEEC el 1948 va començar a integrar l'àmbit colonial d'Europa.
| « | És en l'interès de tot el món lliure que els territoris [colonials], que en formen part, haurien de procurar accelerar i augmentar la producció de material escàs. | » |

 El Congrés de la Haia de 1948 va posar les bases del Consell d'Europa el 1949. Igual que la Declaració Schuman, que va denominar el desenvolupament d'Àfrica com una tasca central d'Europa, i també va tractar amb les colònies europees. No obstant això, les ambicions colonials, especialment de França i la Unió Francesa de curta durada no va funcionar bé amb la realitat. França no ha aconseguit recuperar les seves colònies a Àsia a mitjà termini. La pèrdua a la batalla de Dien Bien Phu i l'inici de la Guerra d'Algèria el 1954 tampoc no va ajudar amb les ambicions franceses. El fracàs de les potències colonials europees més fortes, la Gran Bretanya i França, a la crisi de Suez el 1956 va ser un xoc important.
D'igual manera el Congo belga va obtenir la independència el 1960. Els intents de principis dels anys cinquanta per construir una “comunitat belgocongolesa” sobre la proposta d'Antoine van Bilsen o basant-se en la idea dels catòlics locals d'una Consciència Africana, incloent una gradual emancipació del Congo, va fallar completament.

### Teories marginals
Al Regne Unit, el polític britànic Oswald Mosley va suggerir una aproximació de Tercera Posició a l'Euràfrica. Va fundar el Union Movement, demanant la integració d'Europa en una sola entitat a la base del lema "Europe a Nation". Com a part d'aquest, va veure la necessitat d'una fusió d'Europa amb Àfrica com a font de minerals, productes agrícoles i noves terres per a la solució europea. La concepció de Mosley d'Euràfrica incloïa la defensa de l'apartheid a Sud-àfrica, però també va incloure la cooperació amb nadius a l'Àfrica central i septentrional.
Similar a l'Euràbia, un neologisme polític encunyat per l'escriptor Bat Ye'Or reclama una conspiració de principis dels anys 2000 d'Europa, liderada per França i els poders àrabs per islamitzar i arabitzar Europa i debilitar així la seva cultura existent i soscavar una suposada alineació anterior amb els Estats Units i Israel.

### Paper de l'Eurafrique francès als anys 50 i 60

Membres de l'Unió per la Mediterrània (2008)

La França de postguerra va continuar intentant utilitzar el procés d'unificació europea com a base de les seves influències colonials i va aconseguir agilitzar la política de desenvolupament primerenca europeu segons els seus objectius colonials.
Fins als anys 60, els governs francesos no van iniciar la descolonització i proporcionar-hi una estratègia de treball. Algèria no era tècnicament cap colònia francesa, ja que constava de tres departaments francesos amb un milió d'habitants d'ascendència europea, posteriorment anomenats pieds-noirs. Els francesos van tractar de mantenir Algèria en el seu espai euromediterrani i van suggerir, el 1958, grans inversions en infraestructures ("Pla de Constantí") per mantenir a Algèria econòmicament dins del seu territori. França era ben conscient que els departaments algerians no eren viables sota les condicions del mercat comú i van obtenir algunes clàusules d'exempció en el Tractat de Roma. La integració europea va posar França sota pressió, ja que havia garantit diversos compromisos amb Algèria amb els Acords d'Évian però, al mateix temps, havia de reduir el proteccionisme i les barreres comercials.

### Després de la descolonització
A continuació, Euràfrica va tenir un paper important en la creació de la Unió Europea i dels tractats associats, com les Convencions de Yaundé el 1958 i posteriors.
El Tractats de Roma de 1957 van establir una fita important, ja que França (i Bèlgica) ara estaven disposats a entrar en un mercat europeu més fort basat en la condició d'associació i subministrament de fons europeus per a l'altre regne colonial. Alemanya, els Països Baixos i Luxemburg eren bastant escèptics. Alemanya Occidental, però, va negociar una millora de la seva pròpia posició política, després de dures negociacions entre Adenauer i de Gaulle, amb els intents colonials francesos i van acordar contribuir substancialment el Fons Europeu de Desenvolupament.
Vegeu també Françafrique, Commonwealth of Nations, Convenció de Lomé, Tractat de Cotonou.

## Funció dels acords comercials i de l'abast global

Estats de l'Àfrica, del Carib i del Pacífic
Grup del Carib
Grup d'est i Sud-àfrica
Grup del Pacífic
Grup de l'Àfrica occidental
Grup sud-africà
Grup d'Àfrica central
Grup d'Àfrica oriental

Eurafrica té encara una influència en el paper i la identitat postcolonials europeus, ja que el futur de les relacions UE-Àfrica continua sent emmarcat com una "associació estratègica" en relació amb altres regions del món, com per exemple la Xina. Eurafrica també continua tenint un impacte significatiu a Europa i al comerç europeu. Eurafrica no només afecta el comerç europeu, sinó que també afecta el comerç amb altres països.
Pel que fa als acords comercials i l'ajut al desenvolupament, la Convenció de Yaoundé ha estat substituïda per la Convenció de Yaoundé (1975) i el Tractat de Cotonou de 2000 respectivament. Les Convencions de Lomé (Lomé I-IV) van ser dissenyades com un nou marc de cooperació entre la llavors Comunitat Econòmica Europea (EC) i els països ACP en desenvolupament, en particular antigues colònies britàniques, holandeses, belgues i franceses. Proporcionaven que la majoria de les exportacions de minerals agrícoles i minerals entressin a la Comunitat Europea sense drets i algun accés preferencial basat en un sistema de quotes per a productes en competència amb l'agricultura de la CE, com el sucre i la carn bovina. Les CE van comprometre diversos bilions d'ECU per a ajuda i inversió als països ACP.
La introducció del Mercat Interior de 1992 va afectar l'accés preferent dels països ACP als mercats de la UE. Així mateix, el govern dels Estats Units va tenir l'Organització Mundial del Comerç investigar si la convenció de Lomé IV havia violat les regles de l'OMC. Les mesures de protecció per als agricultors de banana a petita escala van reflectir les antigues relacions colonials, com les importacions del Regne Unit des del Carib, França des dels departaments d'ultramar de Guadalupe i Martinica i de les antigues colònies, Costa d'Ivori i Camerun; Itàlia de Somàlia. Alemanya, el major consumidor, va obtenir tots els seus subministraments de Llatinoamèrica. Finalment, la UE va negociar directament amb els EUA a través de l'OMC per arribar a un acord. Les guerres de plàtan eren, en tant que importants, perquè l'OMC va decidir contra els subsidis creuats que havien beneficiat els països ACP durant molts anys.
Després de Lomé, es va instal·lar el Tractat de Cotonou. També va reflectir alguns desenvolupaments interns. Es van demanar acords de comerç recíprocs, el que significa que no només la UE proporciona accés duty-free als seus mercats per a les exportacions d'ACP, però els països ACP també han de proporcionar accés lliure de drets als seus propis mercats per a les exportacions de la UE. El Tractat de Cotonou també va demanar un fonament polític més fort de cooperació ACP-UE. El Technical Centre for Agricultural and Rural Cooperation ACP-EU (CTA) opera dins del marc i consisteix a "enfortir el desenvolupament de capacitats polítiques i institucionals i les capacitats de gestió de la informació i la comunicació de les organitzacions agrícoles i de desenvolupament rural ACP". No tots els països ACP van haver d'obrir els seus mercats a productes de la UE després del 2008.
El grup de països menys desenvolupats, la majoria a Àfrica és capaç de continuar la cooperació sota els acords adoptats a Lomé o la regulació "Tot excepte armes".

## Unió per la Mediterrània versus ampliació oriental
El procés actual d'ampliar la Unió Europea va començar amb l'Europa dels Sis, que va fundar la Comunitat Europea del Carbó i de l'Acer el 1952. Des de llavors, els membres de la UE han crescut fins als vint-i-vuit, sent l'últim estat membre Croàcia, que es va unir al juliol de 2013, l'ampliació territorial de la UE més recent va ser la incorporació del departament francès a l'estranger de Mayotte el 2014. La reducció territorial de la UE més notable, i els seus predecessors, va ser la sortida d'Algèria el 1962 i la de Groenlàndia el 1982.
La Unió per la Mediterrània, conegut també com a Procés de Barcelona, es va crear el 1995 com a part de la presidència espanyola del Consell de la UE i va culminar amb els intents d'alinear les relacions amb els veïns nord-africans i de l'Orient Mitjà: la política mediterrània global (1972-1992) i la política mediterrània renovada (1992-1995). No obstant això, l'ampliació de la Unió Europea encara està cap a l'est, tal com s'expressa a l'Associació Oriental.
Nicolas Sarkozy va intentar ressuscitar la idea d'Euràfrica durant la campanya de les eleccions presidencials franceses el 2007. Sarkozy primer va intentar modelar una Unió per la Mediterrània similar a la Unió Europea amb un espai judicial compartit i institucions comunes. Sarkozy va reclamar: 
| « | Mentre que el futur d'Europa es troba al sud, l'Àfrica es troba al nord. ... faig una crida a tots els que puguin fer-ho per unir-se a la Unió Mediterrània perquè serà el referent d'Euràfrica, el gran somni capaç d'entusiasmar el món | » |

L'enfocament de Sarkozy es va interpretar com a condescendent i la gran estratègia poc pomposa va fallar a causa de la manca d'interès dels diversos participants necessaris. Aviat es va reduir l'intent en un rellançament del Procés de Barcelona i es va retirar el pla per crear una Unió Mediterrània autònoma.